# Ворожейка
Ворожейка — деревня Маковского сельсовета Енисейского района Красноярского края России.

## География
Деревня находится в южной части района, на левом берегу реки Кети, на расстоянии приблизительно 110 километров (по прямой) к юго-западу от города Енисейска, административного центра района. Абсолютная высота — 139 метров над уровнем моря.
Климат
Климат характеризуется как резко континентальный, с морозной продолжительной зимой. Средняя температура самого тёплого месяца (июля) составляет 24,4 °С (абсолютный максимум — 37 °С). Средняя температура самого холодного месяца (января) — −27,7 °С (абсолютный минимум — −59 °С). Среднегодовое количество атмосферных осадков составляет 460 мм. В тёплый период года (с апреля по октябрь) выпадает около 77 % осадков.

## История
Первое упоминание о деревне встречается в записях посланника Н. Г. Спафария. Название Ворожейка (в документах XVII—XVIII веков — Ворожейкинская и Ворожейкина деревня) предположительно произошло от прозвища известного во второй четверти XVII века местного крестьянина Кости Ворожейки. По данным 1789 года в деревне проживало 8 человек, в 1859 — 7, в 1893 — 10, в 1917 — 19.
По данным 1926 года в населённом пункте имелось 26 хозяйств и проживало 113 человек (59 мужчин и 54 женщины). В национальном составе населения того периода преобладали русские. В административном отношении входила в состав Маковского сельсовета Енисейского района Красноярского округа Сибирского края.

## Население
| 2010 | 2016 |
| ---- | ---- |
| 4    | ↘1   |

Гендерный состав
По данным Всероссийской переписи населения 2010 года в гендерной структуре населения мужчины составляли 100 %.
Национальный состав
Согласно результатам переписи 2002 года, в национальной структуре населения русские составляли 100 % из 21 чел.

## Улицы
Уличная сеть деревни состоит из одной улицы (ул. Большая).